# Pachyserica stabilis
Pachyserica stabilis är en skalbaggsart som beskrevs av Ahrens 2004. Pachyserica stabilis ingår i släktet Pachyserica och familjen Melolonthidae. Inga underarter finns listade i Catalogue of Life.